# Otto III av Burgund
Otto III av Burgund, född 1208, död 1248, var regerande pfalzgreve av Burgund från 1231 till 1248.